# Museo archeologico nazionale di Atene
Il museo nazionale di archeologia di Atene è uno dei più importanti musei al mondo. Oltre ad essere il più grande museo della Grecia, è anche il più ricco del mondo relativo all'arte ellenica, con esposizioni che riguardano tutta la storia e la produzione artistica dell'antica Grecia dal periodo cicladico, al miceneo, a quello classico. Conserva anche collezioni egizie e romane.
Il museo è ospitato in un tipico edificio dell'Atene neoclassica situato in Odos 28 Oktovriou (conosciuta anche come via Patissìon).

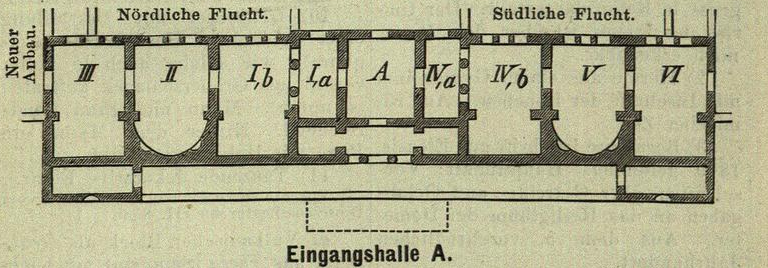
Pianta del piano terreno del museo

## Storia

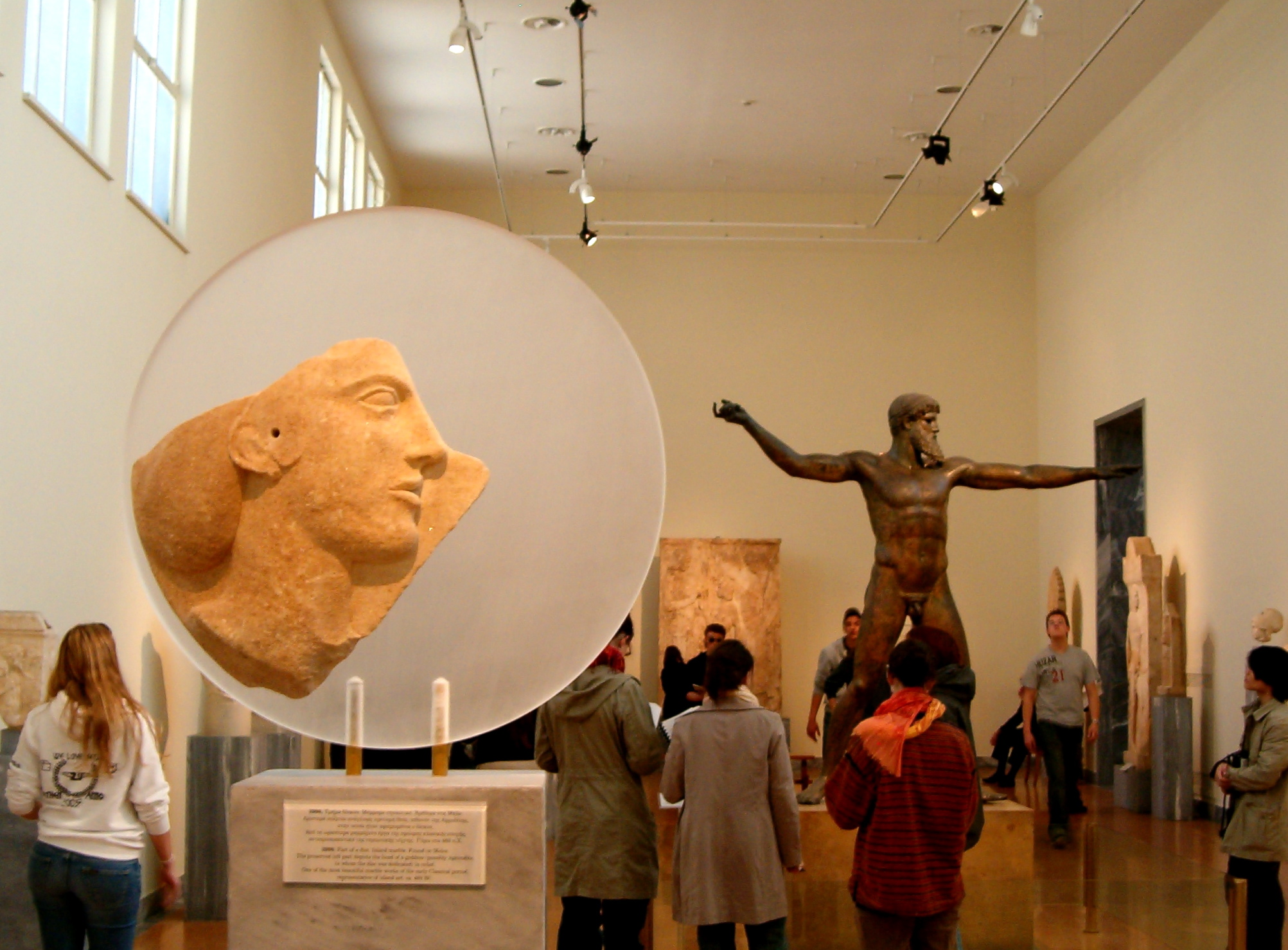
Una sala del Museo; sullo sfondo il Cronide di Capo Artemisio

Il museo fu costruito nel 1834, quando con un decreto regionale venne stabilito di allestire nel Theséion un museo archeologico centrale. Ma ben presto questa sede risultò insufficiente, e perciò nel 1866, grazie ai contributi di privati cittadini, venne costruito un grande edificio, la cui costruzione fu portata a termine nel 1880. Il progetto iniziale dell'architetto Ludwig Lange fu successivamente modificato da Ernst Ziller, Panages Kalkos e Harmodios Vlachos. L'edificio giunse a necessitare di un ampliamento, e nel 1925 fu costruita una nuova ala, approntata nel 1939. 
A causa dei danni subiti da un violento terremoto nel settembre 1999 (che aveva danneggiato il primo piano) il museo rimase chiuso per restauri per un anno e mezzo, per riaprire nel luglio del 2004 in occasione della XXVIII Olimpiade di Atene (nel 2005 alcune esposizioni erano ancora chiuse a causa di interventi in corso).
Le sale degli affreschi minoici sono state aperte al pubblico nel 2005. Nel maggio 2008 sono state inaugurate l'attesa collezione di antichità egiziane e la collezione di Eleni e Antonis Stathatos.

## Descrizione delle collezioni

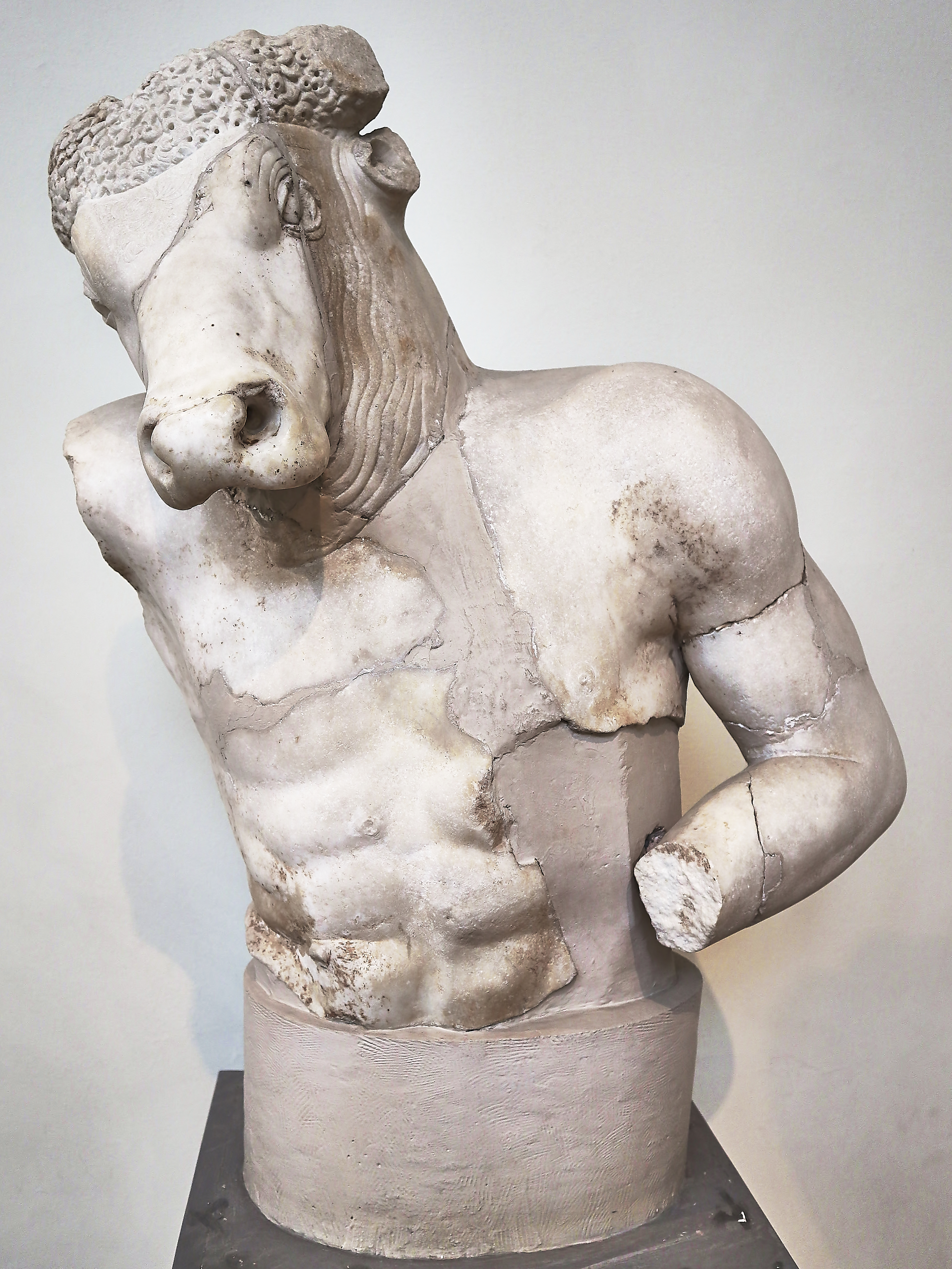
Busto di Minotauro

### Artisti e località di provenienza dei reperti
Alcuni degli antichi artisti le cui opere si trovano nel museo sono:

Mirone, Skopas, Eutimide, Lido, Agoracrito, Agasias, Pittore di Pan, Pittore di Nozze, Pittore di Meleagro, Cimone di Cleone, Pittore di Nesso, Damofonte, Aisone, Pittore di Analato, Polignoto, Ermonace.
Le collezioni contengono opere di scultura, Loutrophoros, anfore, hidrie, skyphos, crateri, pelike e lekythos, stele, affreschi, gioielleria, armi, utensili, monete, giocattoli ed altri reperti antichi.
Questi manufatti provengono da scavi archeologici effettuati a Santorini, Micene, Tirinto, Dodona, Vaphio, Ramnunte, Lycosura, Isole egee, Delo, dal Tempio di Afaia in Egina, dal Santuario di Artemide Orthia a Sparta, Pylos, Tebe, Atene, Scavi di Vari, relitto di Anticitera e da svariate altre località della Grecia.
Esso ospita inoltre l'antica daidala in terracotta che ha ispirato i designers della mascotte Atena e Febo dei Giochi della XXVIII Olimpiade svoltisi nel 2004 ad Atene.
Le raccolte del museo sono suddivise in varie sezioni. Di seguito sono riportate alcune delle opere più rilevanti.

### Collezione preistorica (neolitica, cicladica e micenea)

#### Collezione di arte neolitica e prima e media età del bronzo
In questa sezione sono esposti oggetti dei periodi litico ed elladico (IV-II millennio a.C.). Da ricordare in particolare gli idoli fittili, del IV millennio a.C., rinvenuti nella necropoli di Sésklo, fra i quali si trova la kourothrophos, una donna seduta con in braccio un bambino.

#### Collezione di arte cicladica
In questa sezione sono mostrati oggetti provenienti dalle isole Cicladi; essa documenta questa civiltà nel suo sviluppo dal neolitico all'età del Bronzo con l'esposizione di vasi e idoli di marmo bianco, con contorni levigati e forme stilizzate. Da ricordare la figura femminile di 1,52 metri e la testa di dea in marmo dipinto di epoca protocicladica, rinvenute ad Amorgós, il Suonatore di Lira e il Suonatore di doppio flauto. Tra i pezzi più importanti, una testa marmorea di Andíparos del II periodo protocicladico.

#### Collezione di arte micenea

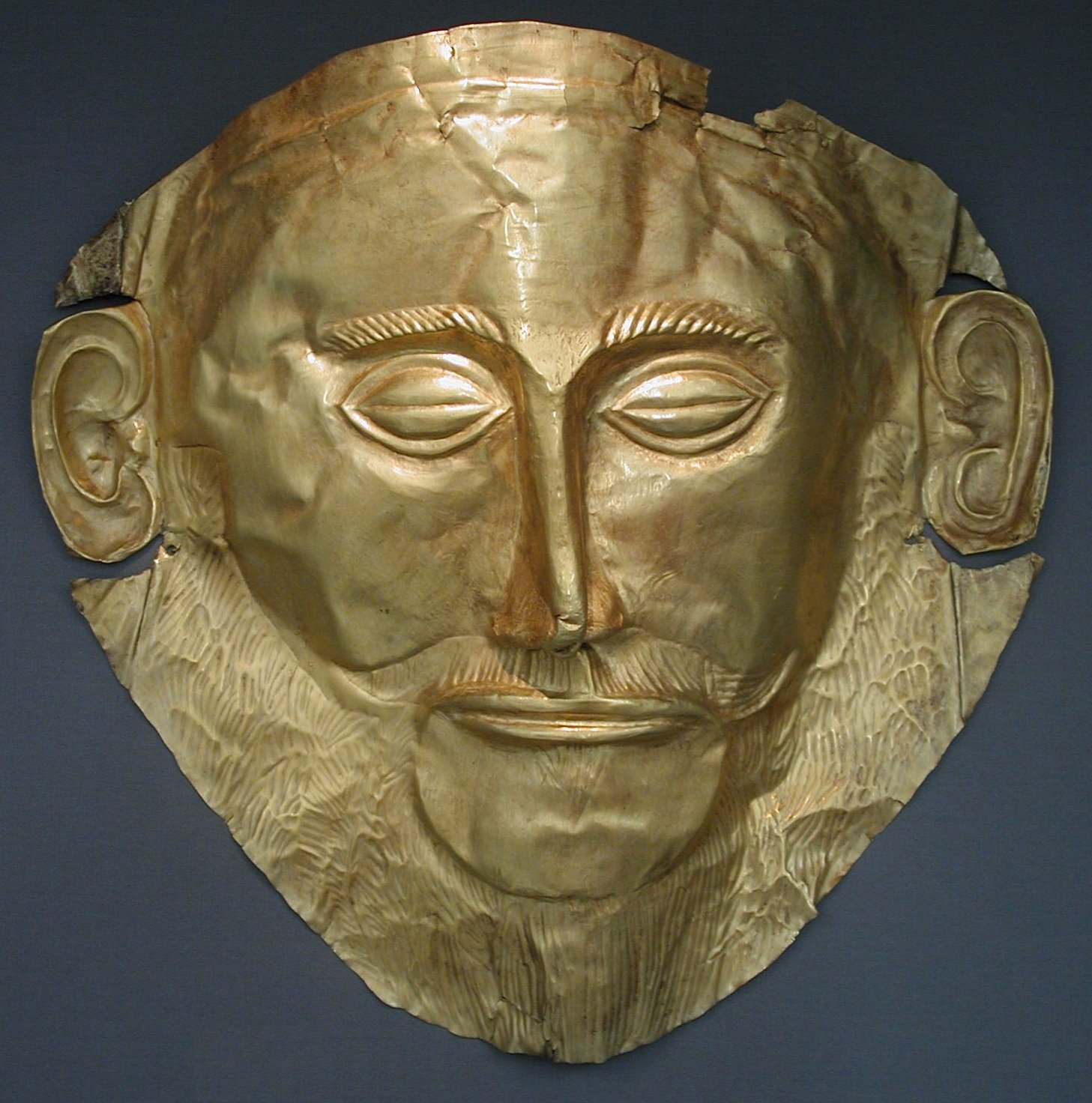
La cosiddetta maschera di Agamennone, rinvenuta a Micene da Schliemann, è uno dei pezzi più celebri del museo

Questa sezione documenta la nascita, l'evoluzione e il declino della civiltà micenea. Da ricordare la Maschera di Agamennone, della metà del XVI secolo, che Heinrich Schliemann ritenne fosse appartenuta al re acheo, il cosiddetto Vaso dei Guerrieri, importante vaso della fine del XIII secolo a.C. con raffigurazioni di sette guerrieri e una donna, e le tazze d'oro di Vaphio. La collezione ospita vasi micenei da tutti i periodi del Tardo Elladico e da vari siti archeologici in tutta la Grecia. È da ricordare, tra i vari preziosi corredi funebri, il vaso in alabastro a tre anse, e tra gli altri pezzi una testa di sfinge scolpita e dipinta, esempio raro di scultura micenea del XIII secolo a.C., un pugnale di bronzo con scene in oro di caccia al leone e delle tavolette d'argilla scritte in lineare B, ritrovate a Pílos. 

### Collezione di scultura

#### Scultura arcaica
Capolavoro della ceramografia geometrica è il Vaso del Dipylon (750 a.C. circa). Sono molto importanti in questa sezione i famosi koúroi e korái arcaici e alcune anfore.

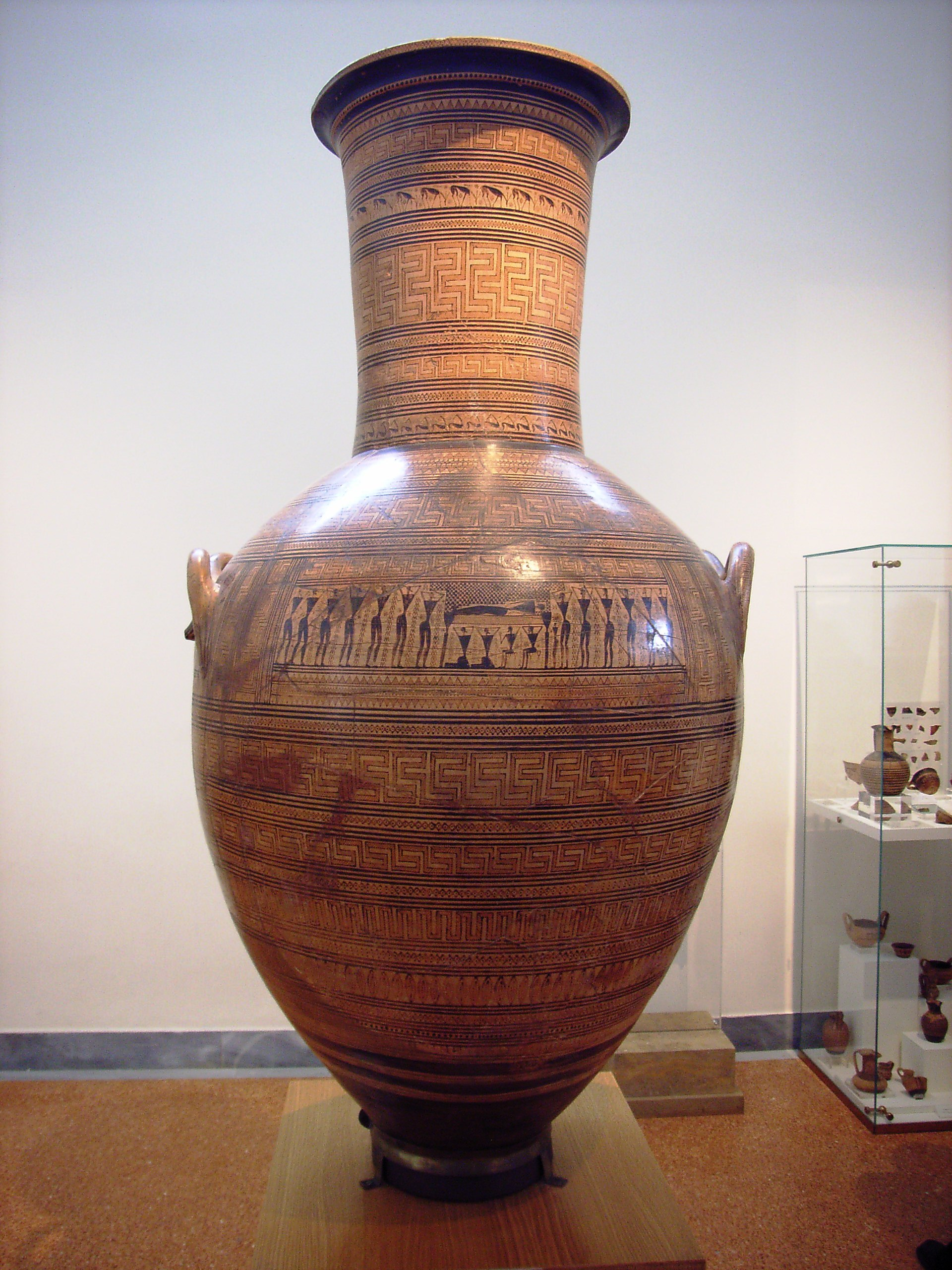
Il Vaso del Dipylon (750 a.C. circa)

#### Scultura classica
Vanto del museo, questa sezione è dedicata ad importanti sculture di età classica (V-IV secolo a.C.) famose in tutto il mondo. Da ricordare il rilievo di Eleusi, soggetto del quale è Demetra, il Cronide di Capo Artemisio, statua bronzea del dio, la stele di Hegesό, ritrovata negli scavi del Ceramico, il Fantino di Artemision, della metà del II secolo a.C., e l'Efebo di Anticitera, bronzo di eccezionale qualità rinvenuto al largo di Anticitera.

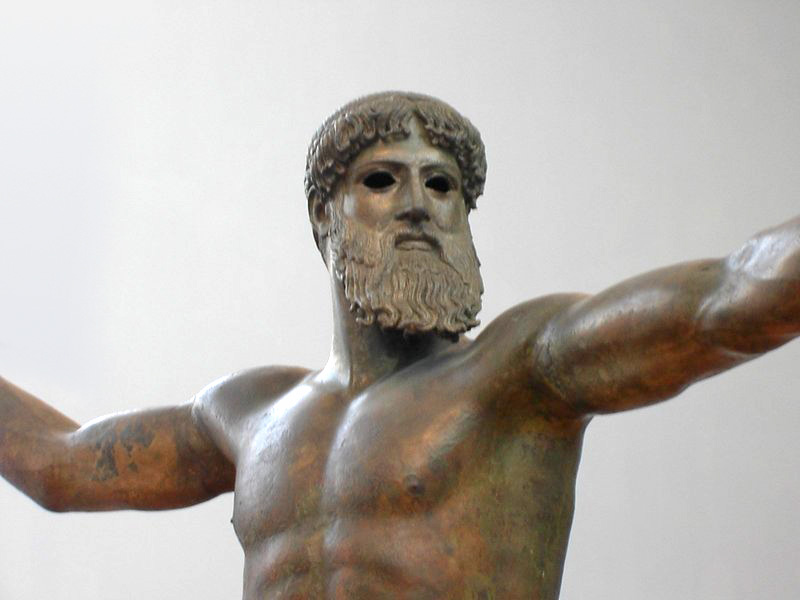
Il Cronide di Capo Artemisio (Zeus o Poseidone)
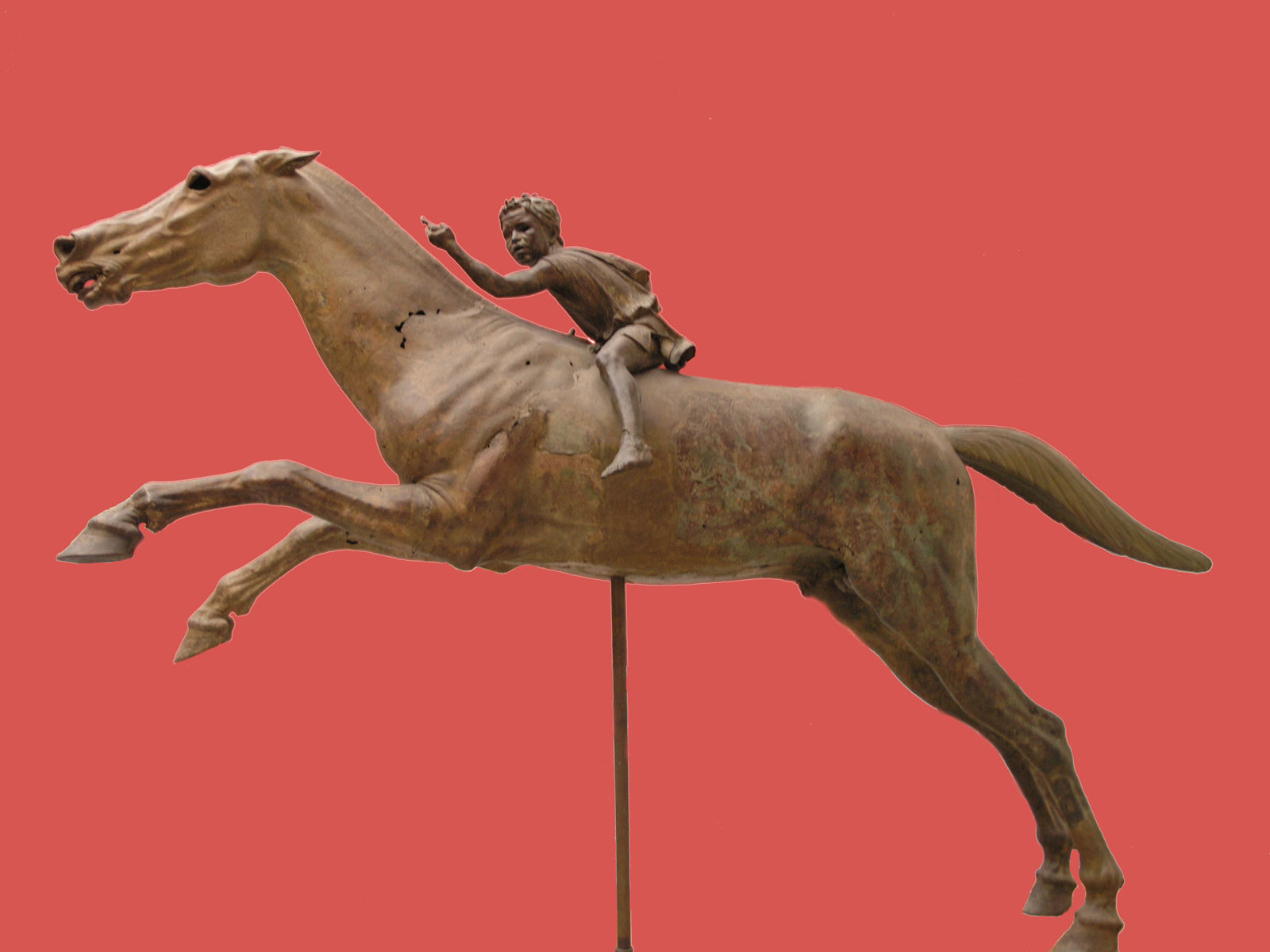
Il Fantino di Capo Artemisio
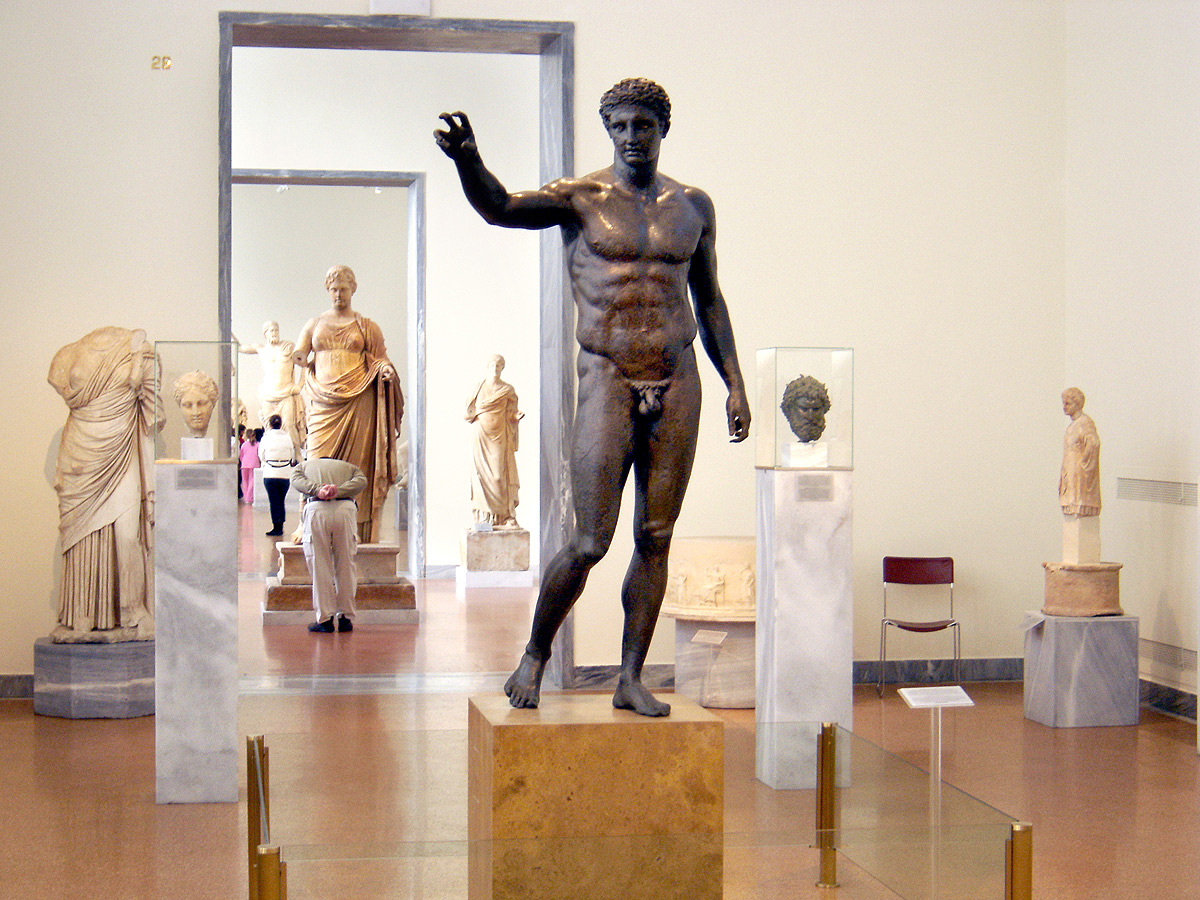
L'Efebo di Anticitera
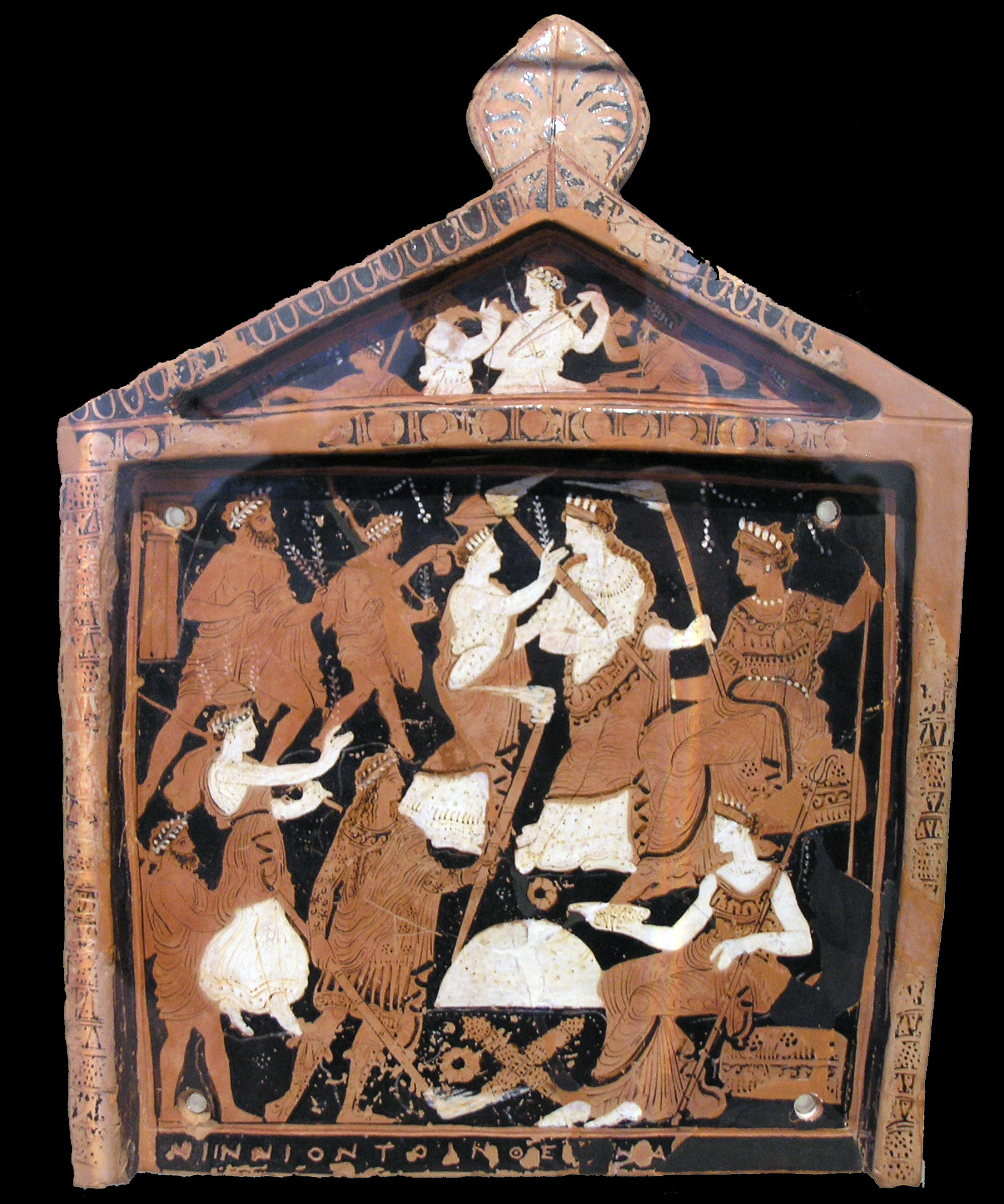
La tavoletta di Ninnione che rappresenta i misteri eleusini
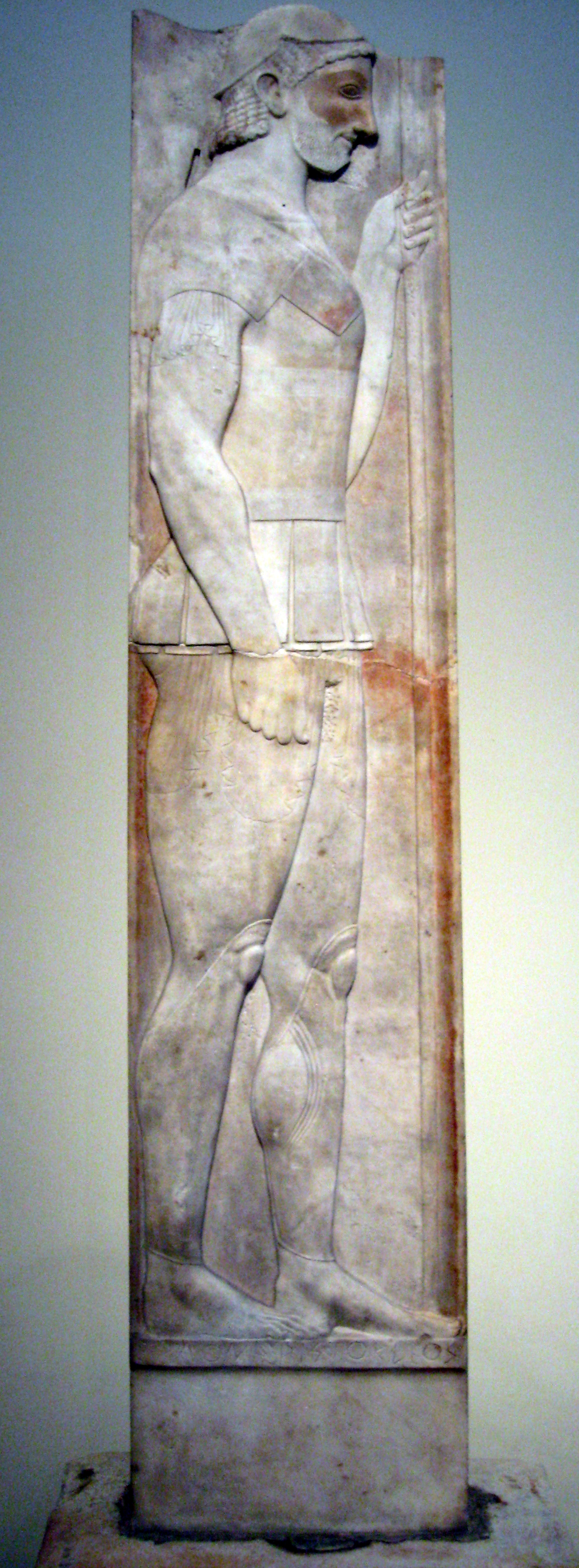
La Stele di Aristione, circa 510 a.C. eseguita da Aristocle, e che rappresenta un guerriero armato

#### Scultura ellenistica e romana

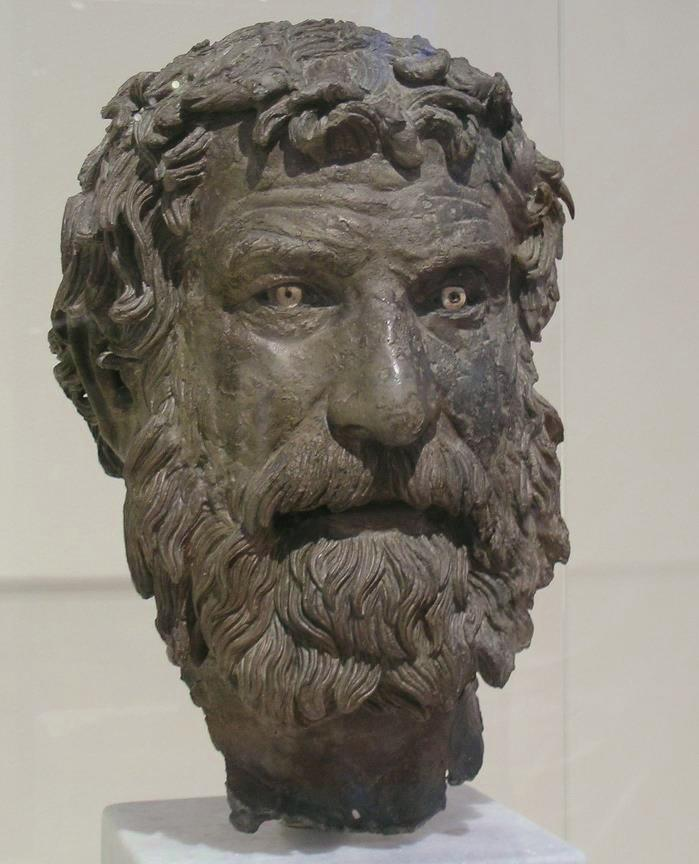
La testa del Filosofo di Anticitera

Da ricordare la statua di Temi e il Filosofo di Anticitera.

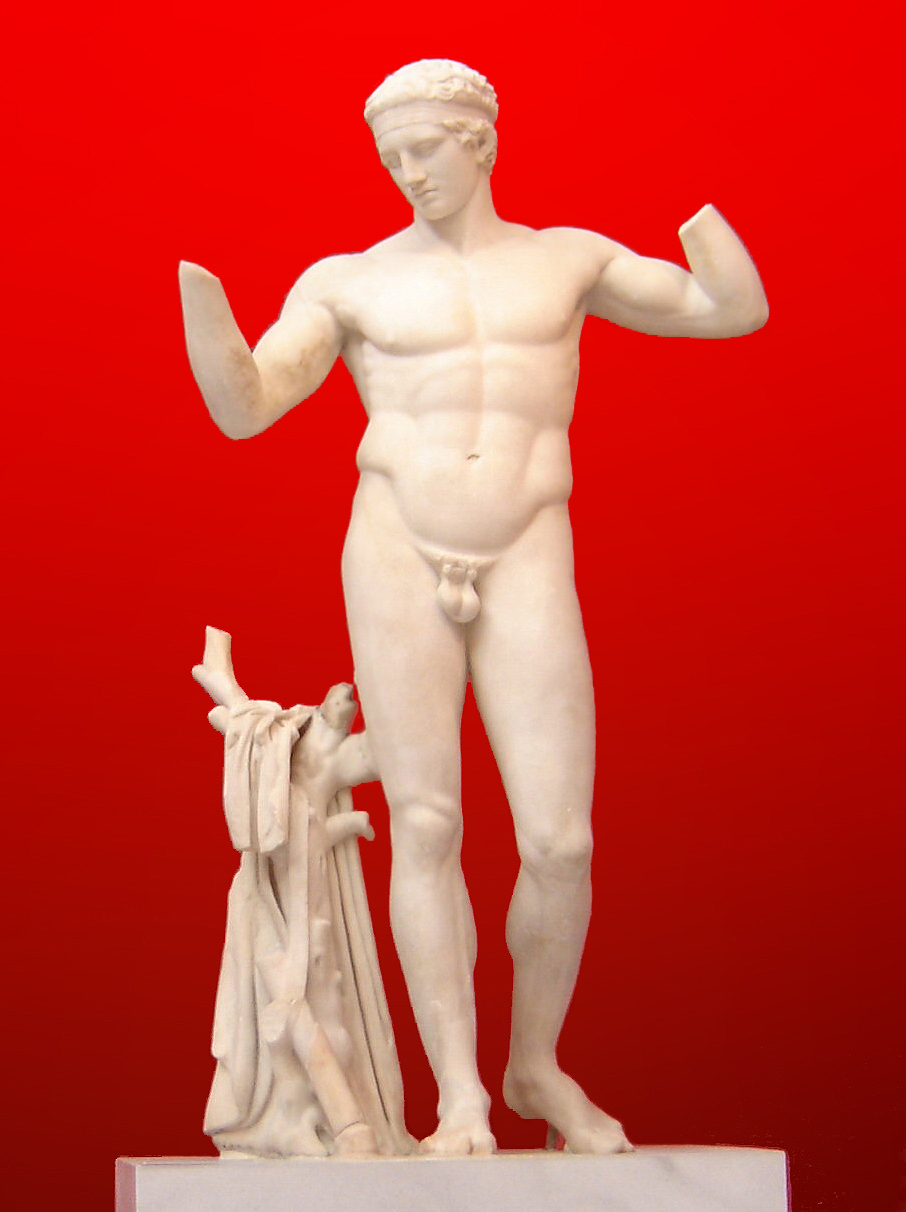
Diadumeno di Delos, copia romana in marmo da un originale di Policleto del 430 a.C. circa
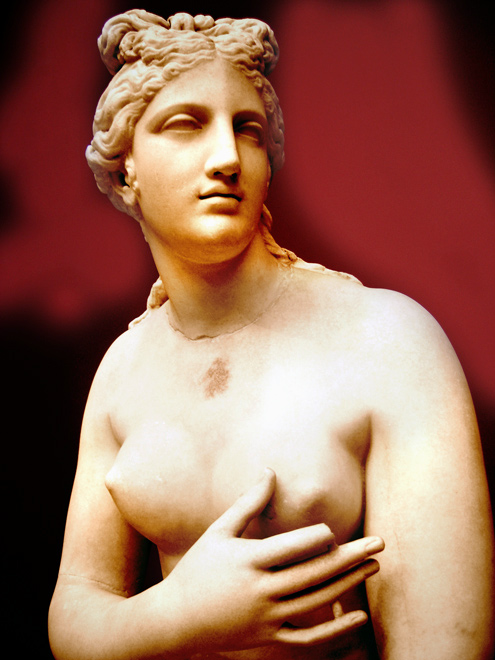
Afrodite di Siracusa, (Venus pudica), copia romana in marmo del II secolo da un originale greco del IV secolo a.C. di Prassitele
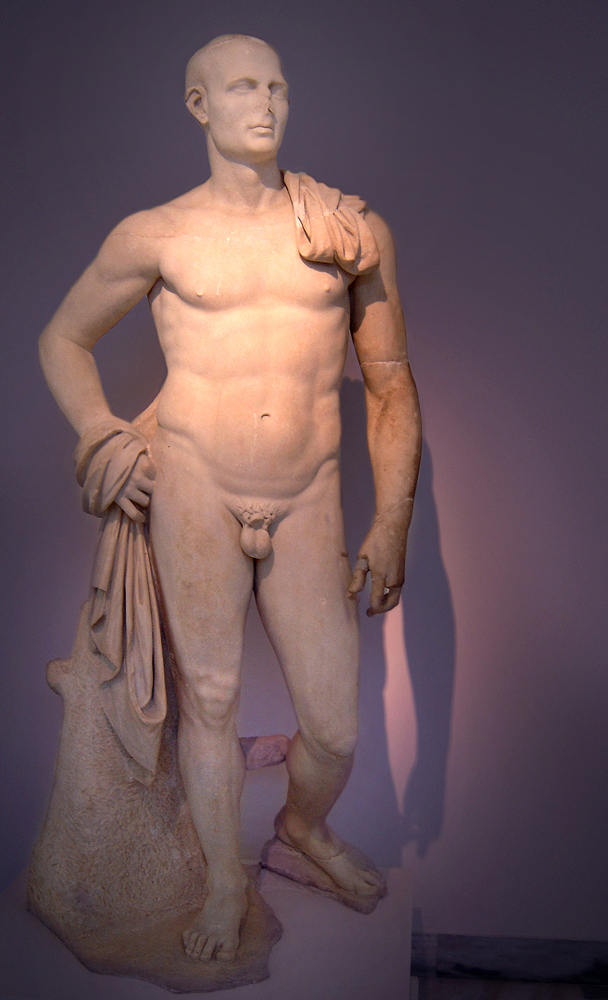
Statua di personaggio romano da Delos

### Collezione Stathatos
Così chiamata in onore dei donatori e grandi benefattori greci Antonis ed Eleni Stathatos, la collezione mette in mostra circa 1000 oggetti, principalmente gioielli e oggetti in metallo, vasi e ceramiche dalla media Età del Bronzo all'epoca post bizantina. Tra i reperti di particolare importanza vi sono i gioielli in oro del periodo ellenistico provenienti da Karpenisi e Tessaglia.

## Opere principali
- Testa di Kouros 3372, 610-600 a.C. circa
- Macchina di Anticitera
- Diadumeno di Delos, copia romana da un originale di Policleto del 430 a.C. circa
- Afrodite di Siracusa
- Statua di personaggio romano da Delos
- Kore Phrasikleia
- Gruppo di Afrodite, Pan ed Eros
- Apollo dell'Omphalos